# سيدي عبد القادر بوعجمي
سيدي عبد القادر بوعجمي قرية أو دوار أو تجمع سكني تابع إداريا لبلدية رأس عين عميروش، دائرة عقاز ولاية معسكر (الجزائر). يبلغ عدد سكانه حوالي 800 نسمة. أراضيه منبسطة، يمر عليه وادي سيق شرقا ووادي عقاز الذي يقطعه من الغرب إلى الشرق ملاقيا وادي سيق عند الشرق. يقطع هذا الدوار الطريق الوطني رقم 97 وهو بذلك يحتل موقعا جدا.

## الأهمية الاقتصادية
تنتشر به حرفتي الرعي وتربية الحيوانات (أغنام - أبقار)، كما يوجد به وحدات تربية دجام اللحوم ودجاج المنتج للبيض. تنتشر حول هذا الدوار أشجار الزيتون، كما توجد أشجار الرمان والتين، ويزرع به الفول والقرنون والفلفل الحار خاصة في المنطقة الشرقية منه، ولتطوير الفلاحة بها تم ربطها بقنوات الري الفلاحي تحت الأرض.
توجد أيضا بعض قواعد شركات البناء والأشغال العمومية والطرق، ويمر عبرها خطين لنقل مياه البحر المحلاة من مدينة مرسى الحجاج شمالا إلى مناطق الجنوب (سيق - معسكر باتجاه ولايات سعيدة وتيارت مستقبلا).

## الجانب الثقافي
تقام بدوار سيدي بوعجمي مهرجان سنوي ضخم يدعو وعدة الغرابة (نسبة إلى الغرب)، يأتيها الناس من كل مكان حيث تقام ألعاب الفروسية، فيما مضى كانت تدوم هذه الوعدة 3 أيام أو أربع، أما اليوم فأصبحت تقام مساء الأربعاء وصبيحة الخميس، حيث يقوم السكان بضيافة الناس وتقديم الطعام.
كما يوجد بدوار سيدي بوعجمي مدرسة ابتدائية صغيرة ومسجد.